# Proteriosz alexandriai görög pátriárka
Szent Proteriosz (ógörögül: Προτέριος, latinul: Proterius), (? – 457. február 28.) alexandriai görög pátriárka 451-től haláláig.
Proterioszt akkor választották meg alexandriai pátriárkának, amikor a khalkédóni zsinat elítélte és megfosztotta tisztségétől I. Dioszkoroszt. (Ezzel szakadt kopt és görög pátriárkátusra az alexandriai püspöki méltóság.) Proteriosz nem kormányozhatott hosszan, mert a Dioszkurosz hívei által felizgatott nép 457-ben, a keresztelőkápolnában agyonverte. Holttestét végigvonszolták az utcákon, majd elégették. Az ortodox egyház szentként tiszteli, és ünnepét február 28. napján üli.